# 金牛座EQ
金牛座EQ是黃道星座金牛座的一顆三合星，它包括密接的食雙星。該系統過於黯淡，無法用肉眼觀察，基線的視星等為10.5等。在食的期間，系統的主極小期亮度降至11.03等，然後在次極小期降至10.97等。次極小期是全食。根據視差的量測，它位於距離太陽約730光年的地方。
恆星HV 6189在1940年被哈羅·沙普利（Harlow Shapley）和艾米莉·M·休斯確認為短週期變星，然後再1954年，蘇聯天文學家弗拉基米爾·普拉托諾維奇·采謝維奇對其進行了更深入的研究。它被確定為大熊座W型變星，並被注意到位於疏散星團昴宿星團的區域。對采謝維奇數據的分析以及B.S.Whitney在1972年的後續觀測表明，它的週期是可變的。他在孔科利天文臺的觀測顯示週期為8.19 h。Wystan Benbow和Robert L.Mutel在1995年建立了食變星的光變曲線，顯示了恆星表面存在活動區的證據。軌道週期的變化繼續被觀察到，在2002年Theodor Pribulla和Martin Vańko提出它是由系統中的第三個天體引起的。他們將其建模為低質量的紅矮星，軌道週期為50.2年。
這是一個淺接觸的聯星系統，屬於大熊座W型變星的A子型。它的軌道週期為8.1924小時，半長軸是太陽半徑的2.48倍。軌道呈現週期性變化，其週期為22.7年，振幅為0.0058天。2010年觀測到類似凌的事件。質量更大的成分是一顆有很深對流層的太陽型恒星，出現磁活動，覆蓋著顯著的星斑 。

## 進階讀物
- Tvardovskyi, D. E., , Annales Astronomiae Novae, January 2020, 1: 231–238, Bibcode:2020AANv....1..231T, arXiv:1912.12639 .
- Hasanzadeh, A.;  et al, , New Astronomy, January 2015, 34: 262–265, Bibcode:2015NewA...34..262H, doi:10.1016/j.newast.2014.07.013.
- Elkhateeb, M. M.; Nouh, M. I.,  (PDF), Journal of Physics and Astronomy Research, 2014, 1 (3): 15  [2022-03-13], arXiv:1406.1661 .[]
- Alton, K. B., , The Journal of the American Association of Variable Star Observers, December 2009, 37 (2): 148, Bibcode:2009JAVSO..37..148A.
- Hrivnak, Bruce J.; Lu, Wenxian; Eaton, Jeffery; Kenning, Daniel, , The Astronomical Journal, August 2006, 132 (2): 960–966, Bibcode:2006AJ....132..960H, S2CID 120523899, doi:10.1086/505691 .
- Alton, Kevin B., , Open European Journal on Variable Stars, June 2006, 39: 1, Bibcode:2006OEJV...39....1A.
- Vaňko, M.;  et al, , Baltic Astronomy, 2004, 13: 151–155, Bibcode:2004BaltA..13..151V.
- Yang, Yulan; Liu, Qingyao, , The Astronomical Journal, December 2002, 124 (6): 3358–3363, Bibcode:2002AJ....124.3358Y, S2CID 123447240, doi:10.1086/344763 .
- Qian, Shengbang; Ma, Yuan, , The Publications of the Astronomical Society of the Pacific, June 2001, 113 (784): 754–763, Bibcode:2001PASP..113..754Q, S2CID 121169370, doi:10.1086/320808 .
- Buckner, M.;  et al, , Information Bulletin on Variable Stars, February 1998, 4559 (1): 1, Bibcode:1998IBVS.4559....1B.